# Бессонница
Бессо́нница, также известная как инсомни́я (от лат. in- — приставка «не-», «без-» и лат. somnus «сон»), асомни́я (др.-греч. ἀ- «без» и «сон»), агрипни́я (др.-греч. ἀγρυπνία, agrupníā «бодрствование, бессонница»), — расстройство сна, которое характеризуется недостаточной продолжительностью или неудовлетворительным качеством сна либо сочетанием этих явлений на протяжении значительного периода времени. При этом абсолютная продолжительность (количество часов) сна не имеет решающего значения, так как у разных людей нормальная, достаточная длительность сна может сильно отличаться. Является разновидностью диссомни́и (др.-греч. δυς- «нарушение» и «сон») — расстройств сна (F51, G47).
Причины бессонницы могут быть разными: неблагоприятные условия засыпания, нарушения гигиены сна, психосоциальные стрессы, приём некоторых лекарств или некоторых наркотиков, различные болезни и так далее. Отрицательное влияние на структуру сна также оказывает сменная работа и авиаперелёты со сменой часового пояса (см. десинхроноз).

## Признаки
Бессонница представляет собой клинический синдром, который характеризуется наличием повторяющихся жалоб на любые пресомнические (длительное засыпание), интрасомнические (частые пробуждения в течение ночи, после которых пациенту трудно вновь уснуть, ощущение поверхностного, невосстанавливающего сна) и/или постсомнические нарушения (раннее пробуждение, отсутствие бодрости, чувство разбитости), возникающие, несмотря на наличие достаточного времени и соответствующей обстановки для сна.
Общими классификационными признаками, необходимыми для диагноза, являются:
- жалобы на плохое засыпание, трудности сохранения сна и/или на плохое качество сна;
- нарушения сна отмечаются не меньше 3 раз в неделю в течение месяца;
- обеспокоенность бессонницей и её последствиями (ночью и в течение дня);
- выраженный дистресс либо нарушение социального и профессионального функционирования, вызванное неудовлетворительной продолжительностью и/или качеством сна.

При бессоннице наблюдается сокращение длительности сна, увеличение представленности бодрствования и поверхностной первой стадии, уменьшение третьей и четвёртой стадий медленного сна; при выраженных нарушениях имеет место уменьшение времени быстрого сна.
Уменьшение времени сна нельзя расценивать как патологию, если оно не вызывает нарушений дневной деятельности: сонливости, ухудшения когнитивных функций (внимания, запоминания, планирования, речи), нарушения волевых функций (мотивации к деятельности, энергичности, инициативности).

## Диагностика
Для диагностики причин расстройств сна необходимо проводить комплексное обследование больного, которое включает в себя:
- Сбор подробного анамнеза
- Ведение дневника сна
- Опрос по органам и системам
- Физикальный осмотр
- Лабораторное исследование (по показаниям)
- Полисомнография (по показаниям)

## Причины
К причинам развития бессонницы относятся:
- Состояния дистресса, вызванные эмоциональными факторами[8]
- Нарушения гигиены сна[9] и неблагоприятные условия засыпания (шум, смена привычного места, физический и психический дискомфорт и др.)[10]
- Неправильные представления о своём сне и его ценности (дисфункциональные убеждения, см. ниже)[8]
- Неправильное освещение, воздействие света дисплеев[11].
- Вынужденное смещение ритма сон-бодрствование из-за смены часовых поясов или рабочих часов[10]
- Приём лекарственных средств (снотворные препараты (в частности, бензодиазепиновые снотворные, барбитураты)[12]; симпатомиметики, аноректические средства, кортикостероиды, тиреоидные, леводопа, амантадин, некоторые антидепрессанты и нейролептики[10], бета-блокаторы[13], психостимуляторы, ноотропы и др.[14]) или других веществ (в частности, приём алкогольных напитков либо кофеина, который содержится не только в кофе, но и в чае, коле, шоколаде[9]; табакокурение[13]; приём различных наркотиков: например, марихуаны, кокаина[15], ЛСД[14], амфетаминов[13])
- Токсические факторы[16]
- Соматические и неврологические расстройства[9]
  - Эндокринные расстройства (гипотиреоз, тиреотоксикоз[9], гипогликемия[14])
  - Заболевания органов дыхания[14] (бронхиальная астма, хронические обструктивные заболевания)[9]
  - Желудочно-кишечные расстройства (например, эзофагальный рефлюкс)[9]
  - Неврологические заболевания[9] (например, болезнь Паркинсона[9], деменция[17], инсульты[12]) и черепно-мозговые травмы[10]
  - Инфекционные заболевания (причиной бессонницы при этом могут быть лихорадка, ночная потливость)[14]
  - Сердечно-сосудистые заболевания[14]
  - Любые состояния, сопровождающиеся выраженным болевым синдромом[9] (например, фибромиалгия[9], артрит, опухоли мозга, непроходимость кишечника, фантомная боль[14])
  - Кожные заболевания, сопровождающиеся зудом[14]
  - Особые синдромы: ночной миоклонус, синдром беспокойных ног, центральное апноэ, синдром Пиквика[10], бруксизм[18]
  - Наследственное заболевание фатальная семейная бессонница[19]
- Психические расстройства (в особенности депрессия и тревожные расстройства)[9]
- Пожилой возраст[14]
- Период менопаузы[13][20]
- Первичная бессонница детей и подростков[10]

Взаимоотношения между нарушениями сна и депрессией сложны: порой бывает сложно определить, является ли расстройство сна симптомом депрессии либо же фактором, провоцирующим развитие депрессивного эпизода.
Хронизации бессонницы нередко способствует ситуация, когда человек с остро развившейся тяжёлой бессонницей испытывает выраженные тревожные сомнения относительно того, удастся ли ему заснуть или нет, а также обеспокоенность по поводу возможного снижения работоспособности или серьёзных проблем со здоровьем, которые могут появиться из-за нарушения сна. Такое психологическое состояние психологи называют «дисфункциональными убеждениями» («дисфункциональные убеждения» — это устоявшиеся представления, нарушающие функционирование организма человека или его деятельность). Помимо дисфункциональных убеждений, ситуацию во многих случаях осложняют неверные действия больных, с помощью которых они пытаются нормализовать сон (например, могут дремать в течение дня или употреблять алкоголь на ночь).
Дисфункциональные убеждения приводят к хронизации бессонницы, формируя у человека «боязнь сна» — боязнь не уснуть в определённой
ситуации, а именно у себя в спальне: возникает «павловское подкрепление», то есть условный рефлекс, при котором место для сна и ожидание проблем засыпания объединяются и обстановка спальной комнаты запускает у человека процесс избыточной мозговой активации. Инсомния такого рода называется психофизиологической, поскольку в её основе лежат психологические факторы без какого-либо серьёзного заболевания.
В 1997 году канадский психолог Чарльз Морин разработал Шкалу дисфункциональных убеждений в отношении сна, включающую в себя подробный список неправильных представлений пациентов о сне. Это опросник, позволяющий выделить характерный для того или иного пациента, страдающего хронической бессонницей, тип убеждений и, соответственно, выяснить, в каком направлении нужно изменять дисфункциональные убеждения пациента в ходе когнитивно-поведенческой терапии.
Во многих случаях у пациентов присутствует сочетание нескольких причин бессонницы — например, нарушения гигиены сна и дисфункциональные убеждения.
В 15 % случаев установить причину бессонницы невозможно (так называемая «первичная бессонница»).

## Последствия бессонницы
- При хроническом недостатке сна — окислительный стресс, что негативно отражается на процессах обучения, кратковременной и долговременной памяти[21]. Длительное лишение сна всегда приводит к когнитивным нарушениям (нарушениям внимания, мышления, памяти), однако когнитивные функции возвращаются к исходному уровню, когда сон полностью восстанавливается[8].
- Увеличение риска развития сердечно-сосудистых заболеваний. Например, инфаркт миокарда и инсульт[22].
- Нарушение процесса остеогенеза (процесса формирования костной ткани)[23].
- Ухудшение метаболизма, что приводит к появлению лишнего веса[24].

Снижение когнитивных функций при лишении сна может быть рискованно для тех, кто занимается опасными для других людей видами деятельности. Австралийское исследование 2000 года показало, что отсутствие сна в течение 17—19 часов влияет на когнитивные функции так же отрицательно, как концентрация алкоголя в крови 0,5 промилле (то есть лёгкое опьянение). В таком состоянии человек может быть опасен для окружающих, например при вождении машины.
Ограничение сна также негативно сказывается на эффективности повседневной трудовой деятельности (работоспособность может сильно снижаться), повышает риск несчастных случаев из-за снижения внимания и скорости реакции.

## Лечение
Первой задачей врачебных действий должна являться дифференциальная диагностика нарушений сна, уточнение основных проявлений бессонницы и лишь после этого принятие мер терапевтического вмешательства.
В зависимости от причины бессонницы необходимо применять следующие меры терапевтического вмешательства:
- Психосоциальные стрессы. Помощь психотерапевта либо психолога. Используются когнитивная терапия, методы релаксации, психологическое консультирование.
- Нарушения гигиены сна. Инструктаж по гигиене сна.
- Нарушения циркадного ритма. Коррекция цикла сна и бодрствования: хронотерапия, фототерапия, приём мелатонина; психологическое консультирование и коррекция поведенческих стереотипов, направленная на адаптацию к изменённому циркадному ритму.
- Соматические/неврологические заболевания. Лечение основного заболевания (по показаниям).
- Лекарственные средства или другие экзогенные вещества. Прекращение употребления вещества либо контакта с ним.
- Психическое расстройство. Лечение первичного расстройства (по показаниям).

В случае, если причина бессонницы не установлена, проводится эмпирическая терапия с использованием немедикаментозных методов и/или лекарственных средств (по показаниям). Вместо медикаментов или в дополнение к медикаментам могут использоваться такие меры, как обсуждение с пациентом различных аспектов гигиены сна, ведение пациентом «дневника сна» (который позволяет выявить поведенческие стереотипы, отрицательно сказывающиеся на качестве сна), различные методы релаксации, когнитивная терапия, терапия ограничением сна и др. Психотерапевтические методы особенно актуальны в случаях хронической бессонницы, сопровождающейся тревожно-депрессивными расстройствами, когда большого внимания требуют эмоционально-поведенческие аспекты; при этом лекарственным препаратам желательно отводить вспомогательную роль.

### Немедикаментозное лечение бессонницы

#### Гигиена сна
Знания о гигиене сна — необходимое условие для любого лечебного вмешательства (как медикаментозного, так и немедикаментозного) при бессоннице. Назначение снотворных средств или применение различных методов немедикаментозного воздействия без обсуждения вопроса о гигиене сна, несоблюдение принципов гигиены сна может быть причиной снижения эффективности лечения. Тем не менее следует предупредить пациентов о том, что соблюдение гигиены сна не обязательно приведёт к быстрому выздоровлению — в ряде случаев полное улучшение может быть отмечено только через несколько недель. Хотя многие пациенты отмечают немедленные позитивные эффекты соблюдения гигиены сна, рекомендация не ожидать быстрого улучшения помогает уменьшить фрустрацию и сохранить мотивацию в случаях, когда наблюдается замедленный эффект.
Для соблюдения гигиены сна желательно:
- ложиться спать в одно и то же время[25], в одно и то же время вставать по утрам[10];
- желательно ложиться спать каждую ночь в одном и том же месте[26];
- вести активный образ жизни[27] и избегать дневного сна, даже очень кратковременного[10] (исключением являются случаи, когда в результате дневного сна улучшается сон ночью[28]);
- ограничить длительность ежедневного пребывания в постели временем, привычным для пациента до возникновения нарушений сна[28]; ложиться в кровать только для сна, а не для чтения, просмотра телевизора или еды[14];
- не принимать психоактивные вещества (кофеин, никотин, алкоголь, стимуляторы)[28] или избегать их применения вечером[14]; не курить перед сном[8]; следует избегать применения в последние часы перед сном и таких напитков, как чай, какао, кола, и стимулирующих продуктов (например, шоколада, особенно тёмного)[26];
- избегать в вечернее время переедания[25];
- рекомендуется избегать приёма обильной пищи перед сном[14], желательно принимать в пищу на ужин молочные и овощные блюда без острых приправ;
- не ложиться спать голодным — засыпанию способствует лёгкая закуска, стакан тёплого молока или кефира[10];
- не принимать перед сном лекарства[источник не указан 2551 день], за исключением успокоительных;
- заниматься умеренной физической нагрузкой[10][25] во второй половине дня, но не непосредственно перед сном — прогулки, гимнастика, лёгкие спортивные игры и т. п.[10]; вечером рекомендуется снизить уровень физической активности, после 6 часов вечера физических упражнений избегать[14];
- избегать чрезмерных впечатлений в вечернее время[25];
- перед сном не заниматься активной умственной деятельностью, требующей предельного сосредоточения внимания, избегать ссор и конфликтных ситуаций[10]; следует заняться какой-либо успокаивающей деятельностью — например, чтение, просмотр телевизора[14];
- избегать всего, что может вызвать повышение тревожности или раздражение перед сном — например, не обдумывать вызывающие обычно волнение проблемы[26];
- в случае, если ощущается напряжение, тревожность или раздражительность, нужно предпринять попытку успокоиться и расслабиться в течение 5—20 минут до сна — с этой целью можно применить медитацию, молитвы, заняться какой-либо несложной работой по дому или поучаствовать в спокойной приятной беседе[26];
- выработать какой-нибудь «ритуал» отхода ко сну[10][27], например выпивать стакан молока[27]; желательно в течение 20 минут перед сном принимать горячую ванну для поднятия температуры тела[28], можно принять тёплый или прохладный душ[16];
- ложиться в кровать только тогда, когда действительно присутствует сонливость, а не для снятия чувства усталости и утомления[14];
- избегать воздействия яркого света (в том числе просмотра телепрограмм[29]) хотя бы в течение 5—10 минут перед сном[26];
- хорошо проветривать спальню перед сном[10];
- спать на удобной, в меру мягкой, большой и ровной кровати;
- создать в спальне максимально спокойную атмосферу и комфортабельные условия, в том числе отсутствие посторонних шумов[10], привычную комнатную температуру[14], подготовить удобную постель и удобную одежду для сна[6];
- в случае, если шум дорожного движения или шум от проведения какого-нибудь городского торжества неизбежны, нужно принять это как должное (например, как шум от вентилятора или кондиционера) и постараться не обращать на шум внимание, отодвинуть подобные шумы на задний план, иначе волнение и возмущение по этому поводу могут помешать уснуть[26];
- освещённость по возможности должна быть минимальной — либо отсутствие света, либо, если свет остаётся на ночь, необходимо снизить его интенсивность, при этом освещение не должно быть направлено на лицо[14];
- находясь в постели, не следует размышлять о вопросах, вызывающих активацию психической деятельности (размышлять над неприятным или захватывающим событием, решать увлекательную задачу, думать о раздражающих или вызывающих тревогу вопросах и т. п.); вместо этого лучше думать о приятных или нейтральных вопросах[26];
- если в течение 20—30 минут сон не наступил, не следует оставаться в кровати и пытаться заставлять себя заснуть, желательно встать и попытаться заняться чем-нибудь расслабляющим, пока снова не возникнет сонливость[10].
- хорошему сну способствует высокая физическая нагрузка днем и высокий темпоритм работы, что приводит к активации моторных зон мозга и, как следствие, притормаживанию ассоциативных зон неокортекса, которые в перевозбуждённом состоянии нередко и бывают причиной бессонницы. Кроме того, большая физическая нагрузка («эффект крестьянской жизни») способствует выработке гормона аденозина, формирующего усталость, и тем самым проявляется наряду с серотонино-мелатониновым механизмом ещё и механизм аденозинового торможения мозга.[источник не указан 2189 дней]

Хотя несоблюдение правил гигиены сна редко является основной причиной бессонницы, оно может усилить расстройства сна, вызванные другими причинами, или повлиять на процесс лечения. Оценить соблюдение правил помогает использование дневника сна, где пациент может отмечать время укладывания и подъёма, уровень физической активности, приём алкоголя, лекарств. Для более точной оценки соблюдения правил гигиены сна существуют специальные опросники: Sleep Hygiene Index, Sleep Hygiene Awareness, Practice Scale.
Соблюдение правил гигиены сна малоэффективно в качестве монотерапии при длительной и выраженной хронической бессоннице, поэтому рациональнее применять эти меры в сочетании с другими методами лечения. В частности, обнадёживающие результаты показывает сочетание гигиены сна с когнитивно-поведенческой психотерапией.

#### Когнитивная (когнитивно-поведенческая) психотерапия
Одним из самых эффективных методов лечения бессонницы является когнитивная (когнитивно-поведенческая) психотерапия. Исследования показывают, что когнитивно-поведенческая терапия (КПТ) бессонницы так же эффективна, как и снотворные препараты, при лечении хронической бессонницы или даже более эффективна и что её преимущества сохраняются и после окончания активного лечения.
В настоящее время когнитивно-поведенческая терапия бессонницы признаётся лечением первой линии не только психологическими организациями, но и медицинским профессиональным сообществом; существует консенсус о том, что психологические и поведенческие вмешательства, такие как КПТ, при хронической бессоннице предпочтительней, чем фармакологическое лечение. В частности, Комитет по медицинским стандартам Американской академии медицины сна рекомендует КПТ в качестве терапии первой линии для людей с первичной и вторичной хронической бессонницей, в том числе для людей, длительное время принимающих снотворные препараты. Тем не менее когнитивно-поведенческая терапия бессонницы редко доступна пациентам как в Европе, так и Северной Америке и в других регионах мира. Существует огромный дисбаланс между потребностями населения в КПТ бессонницы и предложением; одна из причин этого дисбаланса — недостаток надлежащим образом подготовленных клиницистов, практикующих этот метод психотерапии. Вопреки рекомендациям, содержащимся в современных гайдлайнах, использование снотворных препаратов всё ещё является доминирующим методом лечения бессонницы в Европе.
Когнитивная (когнитивно-поведенческая) терапия воздействует на предрасполагающие и поддерживающие механизмы бессонницы, представляет собой патогенетически обоснованный метод выбора при любой её форме и не имеет прямых противопоказаний. В частности, она может применяться в случаях, когда боязнь, что не наступит сон, поддерживает нарушения сна, которые, в свою очередь, усиливают тревожные мысли (возникает порочный круг). Такие пациенты склонны катастрофизировать свою болезнь, считая, чем позже они уснут, тем меньше энергии они получат и тем хуже сложится следующий день; подобное убеждение усиливает тревожность и напряжение. Как правило, такие пациенты уверены, что для того, чтобы выспаться, следует спать определённое количество времени — например, восемь часов; во время своих попыток уснуть они часто сверяются с часами, чтобы узнать, сколько времени у них осталось; могут связывать бессонницу с наличием опасных заболеваний или считать её серьёзным вредом для здоровья.
К методикам когнитивной психотерапии относятся, в частности, поведенческие эксперименты и сократический диалог, в ходе которого перед пациентом ставятся последовательные вопросы, и, отвечая на них, он самостоятельно формулирует правильные суждения. Например, убеждения пациента, говорящего себе: «Я должен хорошо спать этой ночью, иначе моё здоровье завтра разрушится», корректируются таким образом: «Даже если я не засну этой ночью, я буду завтра немного усталым, но всё же способным к деятельности».
В процессе когнитивной психотерапии пациент учится формировать у себя реалистичные представления о потребности организма в сне и источниках дневной энергии; не винить бессонницу в своих дневных неудачах (для этого могут быть другие причины); не пытаться заставлять себя заснуть, поскольку такая тактика связана с гиперактивацией, препятствующей засыпанию; не придавать сну основное значение в жизни и не катастрофизировать причины и последствия его нарушений; быть готовым, что, даже когда ремиссия бессонницы будет достигнута, провоцирующие ситуации могут привести к возобновлению симптоматики и что режима, сформированного при лечении, и усвоенных пациентом правил гигиены сна необходимо придерживаться на протяжении всей жизни.
Пациенту со стойкими дисфункциональными убеждениями когнитивный терапевт может посоветовать провести эксперимент, в ходе которых его убеждения не получат подтверждения: например, если пациент уверен, что чем больше времени он проведет в постели, тем лучше отдохнёт, ему предлагается после ночи бессонницы следовать этой стратегии, а после следующей бессонной ночи для сравнения использовать другие методы восстановления энергии — физические упражнения, встречи с друзьями, занятия творчеством.
Для лечения бессонницы в рамках когнитивно-поведенческой терапии может применяться также методика ограничения сна — например, вместо обычных 8 часов в кровати сократить время пребывания в кровати до 5 часов. Такое ограничение может привести в течение 1 недели лечения к ухудшению сна и дневной сонливости, но в дальнейшем, когда субъективная эффективность сна (субъективное время сна, разделённое на время, проведённое в кровати) достигает 0,9, пациенту разрешают ложиться спать на 15 минут раньше. Постепенно время, проводимое в кровати, увеличивается (не более чем на 15 минут каждую неделю) до тех пор, пока субъективная эффективность сна не опускается ниже 0,85. Чтобы избежать развития сильной дневной сонливости, нельзя излишне сокращать время пребывания в кровати — оно должно составлять не менее 5 часов. Методика ограничения сна противопоказана пациентам с судорожными приступами в анамнезе, с парасомниями, с биполярным аффективным расстройством, так как депривация сна снижает порог судорожной готовности, может спровоцировать эпизод снохождения или маниакальную фазу.
Методика контроля стимуляции применяется для восстановления нормальной ассоциации между спальней/постелью и сном. К нарушению этой ассоциации приводит ситуация, когда пациент длительное время находится в постели в бодрствующем состоянии, испытывая страх перед бессонницей и её завтрашними последствиями. При этом спальня или кровать, которые обычно ассоциируются у человека с расслаблением и сном, начинают вызывать тревогу и беспокойство. Здесь же следует рассматривать и такие нарушения гигиены сна, распространённые у людей с бессонницей, как чтение, работа, просмотр фильмов и еда в постели. Метод включает такие положения, связанные с гигиеной сна, как рекомендации ложиться в постель только при появлении сонливости; не оставаться в постели свыше 20 минут при отсутствии сна, уйти при этом в другую комнату, заняться спокойными делами и вернуться в постель лишь при появлении сонливости; исключить любую активность в постели, не связанную со сном (или сексом); подниматься в установленное время, вне зависимости от необходимости идти на работу или от времени засыпания накануне; исключить дневной сон.
Методики ограничения сна и контроля стимуляции на первый взгляд могут показаться простыми в исполнении, но ежедневное применение этих методов и регулярное отражение результатов в дневнике требует от пациента высокой дисциплины и приверженности к лечению.
Могут применяться психотерапевтические расслабляющие процедуры (в частности, релаксирующий аутотренинг, который, так же как и соблюдение правил гигиены сна, у многих больных даёт положительный результат). Релаксация уменьшает стимуляцию центров бодрствования со стороны напряжённых мышц. Нейрофизиологические исследования и клинический опыт показывают, что многие люди с расстройствами сна обнаруживают повышенную вегетативную активность и мышечное напряжение. Прогрессивная мышечная релаксация ведет к осознанию пациентом своего мышечного напряжения и к умению управлять им. Тренировки по прогрессирующей релаксации врач может проводить раз в несколько визитов, а пациенту дать инструкции, в соответствии с которыми практиковать релаксацию дома.
При неэффективности классических методик когнитивной психотерапии может применяться парадоксальная психотерапия, при которой пациенту даются советы, прямо противоречащие здравому смыслу: например, во что бы то ни было стараться не уснуть (методика парадоксальной интенции).
Выбор методик когнитивной терапии должен проводиться индивидуально с учётом причин и проявлений гиперактивации у конкретного пациента, но это требует большого количества времени. Другим вариантом может быть проведение когнитивной групповой психотерапии с участием 7—10 пациентов: формирование среды людей со сходными проблемами оказывает дополнительный эффект на каждого участника благодаря социальной поддержке, ощущению важности проблемы. При ограниченном времени приёма, а также с целью закрепления информации, полученной пациентом во время консультации, может применяться библиотерапия — пациенту рекомендуется изучение печатных материалов или видеоматериалов, в которых описываются методы когнитивно-поведенческой терапии, что позволяет пациенту при ответственном подходе самостоятельно достичь улучшения ночного сна.
С 2014 года в клинической практике также используется когнитивно-поведенческая терапия бессонницы, проводимая через Интернет; эффективность КПТ, проводимой через Интернет, при бессоннице доказана.

#### Другие немедикаментозные методы
Эффективным методом лечения бессонницы, по данным двойных слепых плацебо-контролируемых исследований, является энцефалофония («музыка мозга») — прослушивание пациентом музыки на различных носителях, полученной благодаря преобразованию его электроэнцефалограммы в музыку с помощью специальных методов компьютерной обработки на базе ряда специальных алгоритмов. Также может применяться фототерапия — метод лечения, базирующийся на современных представлениях о влиянии яркого света на нейротрансмиттерные системы мозга и дающий возможность через систему глаз, гипоталамус и эпифиз управлять циркадными ритмами.
В то время как релаксирующий аутотренинг (аутогенная тренировка) и прогрессивная мышечная релаксация направлены на преодоление соматической гиперактивации, ряд других методик: тренировка образного мышления, медитация, остановка мысленного потока, осознанное мышление — могут быть направлены на преодоление психоэмоциональной и когнитивной гиперактивации. Та или иная методика может быть выбрана в зависимости от вида гиперактивации, преобладающего у пациента.
В дополнение к стандартным методам релаксации пациента можно обучить визуализировать приятные образы и картины при отходе ко сну. Способствуют расслаблению также ровное, глубокое дыхание и упражнения из йоги.
Может также применяться биологическая обратная связь, позволяющая пациенту, получая информацию о своих физиологических процессах, учиться устанавливать контроль над ними. Например, пациент, у которого присутствуют трудности дифференциации между мышечным напряжением и расслаблением, может обучаться расслаблению, получая информацию о своём состоянии, отображаемую либо с помощью определённого тонального звука, либо с помощью компьютерной графики, изменения которых зависят от степени напряжения или расслабления мускулатуры. Пациент может также учиться достигать альфа-ритма на ЭЭГ, наблюдая результаты своих попыток на экране. Целью применения биологической обратной связи является прежде всего снижение напряжённости и гиперактивации, а не ускорение засыпания. Пациенты, склонные к перфекционизму, могут при использовании этого метода получить парадоксальный ответ на лечение, когда вследствие стремления достичь лучшего результата повысится их тревожность и напряжение.
Способствует улучшению засыпания и гипноз: применяются определённые формулы внушения, которые пациенты затем самостоятельно используют при засыпании в качестве самовнушения — это обеспечивает им уверенность в своей способности контролировать засыпание и купирует тревожное ожидание бессонницы.

### Медикаментозная терапия
Основное лечение бессонницы заключается в устранении причины, её вызвавшей (будь то болезнь, психотравмирующая ситуация и др.). При медикаментозной терапии главный принцип — активное и адекватное лечение основного заболевания, проявлением которого является нарушение сна. Это положение относится как к соматической и неврологической патологии, так и к психическим расстройствам. Однако в некоторых случаях применяют более простой способ устранения бессонницы — назначение снотворных средств. Снотворные препараты могут применяться в качестве поддерживающего компонента в начале лечения хронической бессонницы когнитивно-поведенческими методами, а в некоторых случаях (например, при адаптационной бессоннице) могут использоваться в качестве монотерапии.
Лечению снотворными средствами (гипнотиками) подлежат только состояния с длительно существующим нарушением сна. Транзиторные (быстро проходящие) эпизоды бессонницы не требуют лекарственных назначений, так же как и физиологические изменения характера сна у пожилых и стариков.
Снотворные средства обладают достаточно широким спектром противопоказаний и побочных эффектов, поэтому использовать их длительно (а особенно без назначения врача) категорически запрещено. Большинство снотворных средств оказывают терапевтический эффект благодаря воздействию на ГАМК-эргические рецепторные комплексы: барбитураты (применяются редко), Z-препараты (небензодиазепиновые агонисты ГАМК-рецепторов: зопиклон, золпидем, залеплон), бензодиазепины и другие. Также снотворным и седативным эффектом обладают некоторые нейролептики, антидепрессанты, антиконвульсанты, антигистаминные средства. К сравнительно новым снотворным препаратам относятся агонист мелатониновых рецепторов рамелтеон, агонист мелатониновых рецепторов агомелатин (который является также антидепрессантом), блокатор орексиновых рецепторов суворексант.
По данным статистики, около 15 % больных пользуются лекарствами при бессоннице. Следует знать, что регулярный приём снотворных в течение нескольких недель или месяцев приводит к снижению чувствительности к ним, в результате эффективность препаратов падает и потому требуется применять всё большие дозы для достижения снотворного эффекта. При соблюдении правил приёма, приёме коротким курсом и в минимальной дозе снижения чувствительности, как правило, не происходит.
Риск развития зависимости можно уменьшить применением прерывистых курсов со сменой снотворных препаратов, а также тщательным наблюдением за пациентом и постоянным контролем применяемой дозы.
Терапия снотворными всегда должна назначаться в комплексе с гигиеной сна; порой даже одно лишь выполнение правил сна без назначения препаратов позволяет полностью его восстановить. Она обязательно должна сочетаться с лечением основного заболевания, которое привело к бессоннице, в том числе лечением фармакологическими средствами.
Снотворные препараты не следует принимать людям, имеющим нарушения дыхания во сне, беременным, кормящим матерям, людям, злоупотребляющим алкоголем, и наркоманам. Также существуют данные, что снотворные препараты могут повышать риск депрессии.
При приёме снотворных (преимущественно препаратов группы бензодиазепинов) нередко наблюдаются нарушения памяти в виде антероградной амнезии, особенно тяжело проявляющейся у больных старшего возраста. Бензодиазепины, широко применявшиеся в качестве снотворных средств до открытия Z-препаратов, сейчас являются препаратами второй линии при бессоннице из-за высокой частоты развития нежелательных побочных эффектов, в том числе дневной сонливости, снижения концентрации внимания. Они могут вызывать привыкание, зависимость, синдром отмены, ухудшение синдрома «апноэ во сне», снижение памяти, дневную сонливость, головокружение, атаксию. У пожилых пациентов следует учитывать и такие нежелательные последствия применения транквилизаторов-гипнотиков, как чрезмерная седация, нарушения равновесия, падения и пр.
При бессоннице, сопутствующей психическим расстройствам, для лечения нарушений сна часто применяются антидепрессанты и нейролептики, поскольку некоторые из них обладают седативным эффектом. С другой стороны, некоторые из антидепрессантов (такие, как СИОЗС) и нейролептиков (такие, как галоперидол) обладают свойством вызывать ятрогенную бессонницу. В этих случаях необходимо пересмотреть дозы применяемых препаратов; полезно маневрировать режимом приёма препаратов в течение суток, по возможности обходиться без дополнительных назначений психотропных средств.
Лекарственные средства, применяемые для терапии бессонницы, желательно принимать за 20—30 минут до сна, после чего желательно прогуляться по воздуху, проветрив помещение. Благодаря этому вместо рефлекса «таблетка — сон» формируется рефлекс «прогулка и свежий воздух — сон». Некоторым пациентам удаётся заснуть и спокойно спать до утра, положив «на всякий случай» таблетку на тумбочке у кровати; затем они всё чаще забывают её положить.
В животных моделях (крысы) применение витамина E при хроническом лишении сна предотвращает снижение когнитивных функций, вызываемое бессонницей, возможно за счёт его антиоксидантных свойств.
При бессоннице часто применяются фитопрепараты, однако, по данным систематических обзоров, ряд фитопрепаратов оказался неэффективным при бессоннице: валериана, ромашка, кава, используемый в традиционной китайской медицине препарат Wuling San Wan. Кроме того, в качестве снотворных средств порой используются препараты мелатонина (гормона, вырабатываемого эпифизом человека и обладающего хронобиологическим и лёгким снотворным действием): например, мелаксен. Однако доказательств эффективности мелатонина при лечении бессонницы мало, а в некоторых исследованиях его эффективность подвергнута сомнению. Систематический обзор показал, что мелатонин неэффективен при лечении бессонницы у пациентов с психическими расстройствами и нейродегенеративными заболеваниями (см. Мелатонин#Исследования эффективности).

## Методы исследования бессонницы
Для изучения сна психологи используют методы субъективной оценки сна и сопоставляют их с данными объективных обследований. Самые известные субъективные методики изучения сна: шкала дисфункциональных убеждений в отношении сна Ч. Морина, опросник содержания мыслей перед сном Глазго. Обе шкалы адаптированы на русский язык и позволяют исследователю собрать необходимые субъективные оценки испытуемого.